# Леополд Филип (Аренберг)
Леополд Филип Карл Йозеф фон Аренберг (на немски: Leopold Philipp Karl Joseph von Arenberg; * 14 октомври 1690, Брюксел; † 4 март 1754, дворец Хеверлее при Льовен) от белгийската аристократична фамилия Аренберги, е от 1691 до 1754 г. 4-ти херцог на Аренберг, 10-и херцог на Арсхот и Кроа и фелдмаршал на Свещената Римска империя.

## Живот
Той е син на херцог Филип Карл Франц фон Аренберг (1663 – 1691) и третата му съпруга Мария Хенриета от Алкарето (1671 – 1744), маркиза на Савона и Грана. Баща му е убит, когато той е на 1 година, като императорски полковник-вахтмайстер на 19 август 1691 г. в битката при Сланкамен против турците.
През 1706 г. Леополд Филип участва в Испанската наследствена война и от 1716 и 1717 г. е императорски генерал-майор в походите в Унгария. Той е командир на дясното крило на пехотата в битката при Белград и допринася много за победата. През 1719 г. Карл VI го номинира за губернатор на Хенегау и Монс и на нидерландски държавен съветник, а през 1733 г. на артилерийски генерал.
Във войната за полския трон (1733 – 1738) Аренберг служи от 1733 г. при принц Евгений Савойски на Рейн и през 1737 г. става фелдмаршал и главнокомандващ на императорската войска в Нидерландия. През 1743 г. се отличава в битката при Детинген в Бавария против Великобритания. От 1745 г. Аренберг е щатхалтер на Хенегау и умира като такъв през 1754 г. в неговия дворец Аренберг в Хеверлее при Льовен.
Аренберг помага на науките, приятел е на Волтер и меценат на Жан-Жак Русо, на когото дълги години помага финансово.

## Фамилия
Аренберг се жени на 29 март 1711 г. в Брюксел за принцеса Мария Франческа Пинятели, графиня на Егмонт (* 4 юни 1696, Брюксел; † 3 май 1766, Брюксел), дъщеря на херцога на Бизача княз Николаус Пинятели (1658 – 1719) и съпругата му графиня Мария Клара Ангелина от Егмонт (1661 – 1714). Те имат шест деца:
- Мария Виктория Паулина (* 26 октомври 1714; † 13 април 1793), ∞ 1735 г. за маркграф Август Георг Симперт фон Баден-Баден (1706 – 1771)
- Мария Аделаида (* 30 септември 1719; † 23 февруари 1792)
- Карл Мария Раймунд (* 1 април 1721; † 17 август 1778), херцог на Аренберг, ∞ 1748 Луиза Маргарета фон дер Марк (* 18 август 1730; † 18 август 1820)
- Мария Флора Шарлота Терезия (* 23 октомври 1722; † 10 февруари 1776), ∞ на 12 януари 1744 Йохан Карл Йозеф (1719 – 1774), граф на Мероде-Монфорт, 5. маркиз на Дайнзе, фелдмаршал-лейтенант
- Леополд Карл (* 13 септември 1726; † 14 декември 1745)
- Еулалия (1731 – 1745)